# 砸狗头
砸狗头是1950年代中国土地改革运动时，中共政权鼓动农民将地主抓捕并处死的活动。在中国大陆波及的区域不详，但至少在山东半岛地区是这样的。
其主要方式就是将地主捆绑在树上，然后鼓励村民用棍棒等工具打死。因为宣称地主“不是人、是狗”，所以地主的头颅也就成立“狗的头”了。将地主处死后，会奖赏那些手段比较残忍者。手段越是残忍，奖赏越多；一些下手不重者，只能象征性的获得一些不值钱的物品。